# Heretic (film)
Heretic è un film del 2024 scritto e diretto da Scott Beck e Bryan Woods.

## Trama
Dopo aver chiacchierato di sesso su una panchina ed esser state ignorate o schernite dalle altre persone incontrate per strada, due giovani missionarie mormoni, sorella Barnes e sorella Paxton, arrivano a far proselitismo a casa del signor Reed, un uomo di mezza età che le invita ad entrare, assicurandole che in casa c'è anche sua moglie, che sta preparando una torta ai mirtilli. Le missionarie accettano e, dopo aver visto una farfalla nella stanza, i tre iniziano a parlare, ma Reed comincia subito a far loro imbarazzanti domande personali (ad es. se il padre di Barnes ha cercato di comunicare con lei dall'aldilà dopo la morte), sulla loro fede (ad es. credono in Dio perché i loro cari le hanno cresciute dicendo che esiste e, nonostante con l'età abbiano iniziato a dubitare, non se la sono sentita di contraddirli?) e sul mormonismo (ad es. Joseph Smith inserì la poligamia per legittimare i suoi tradimenti e i suoi successori l'hanno abolita perché faceva perdere adepti?) fino ad arrivare a dire che, dopo aver studiato tutte le religioni del mondo, ha trovato suo malgrado l'unica vera religione.
Poco dopo le ragazze, lasciate sole, scoprono che il profumo di torta proveniva da una candela accesa sul tavolo, che la porta d'ingresso è chiusa a chiave e che i cellulari nella casa non prendono; così decidono di andarsene e raggiungono Reed nel suo studio dove l'uomo, dopo aver rivelato che l'unica via d'uscita è la porta sul retro, giacché quella principale è bloccata da un timer impostato alla mattina dopo, tiene un discorso filosofico-religioso, paragonando le tre principali fedi monoteistiche (ebraismo, cristianesimo e islam) e il mormonismo a dei giochi da tavola (rispettivamente The Landlord's Game, cioè l'antenato meno fortunato del Monopoly, il Monopoly classico, il Monopoly moderno e il Monopoly di Bob Ross cioè una versione personalizzata del gioco), aggiungendo che l'ebraismo ha pochi adepti perché ha pochi missionari che vanno "a vendere" la loro religione. L'uomo termina il suo discorso dicendo che la religione è solo iterazione, ossia variazioni l'una delle altre (ad es. Mitra faceva miracoli e agiva sotto il segno di una croce, Horus camminava sull'acqua, ebbe 12 discepoli e fu crocefisso e Krishna era un falegname nato da una vergine che, dopo esser stato battezzato in un fiume, risorse dai morti, per poi ascendere in cielo, fino ad arrivare a Star Wars - Episodio I - La minaccia fantasma).
Sempre più spaventate, le ragazze aprono le due porte presenti nella stanza, scoprendo che conducono entrambe a un seminterrato, così Reed dà loro un suggerimento su quale porta scegliere: su una scrive "Fede/Belief" (credere in un Dio con un ego talmente fragile da aiutarci solo se lo supplichiamo e che odia alcune persone per come lui stesso le ha create?) e sull'altra "Miscredenza/Disbelief" (credere che la nostra vita non abbia alcuno scopo superiore e che non ci sia la vita eterna?). Mentre Paxton, credendo che Reed, in quanto evidentemente miscredente, voglia che loro scelgano la porta "Miscredenza", si dirige verso quella, Barnes, convinta che l'uomo le voglia solo studiare, lo affronta accusandolo di aver volutamente ignorato alcuni fatti (ad es. ci sono pochi ebrei a causa dell'Olocausto e i musulmani non credono nella resurrezione di Gesù) e le differenze tra Gesù e gli dei da lui nominati (ad es. Horus ha la testa di falco); è così che sorella Barnes, che è riuscita a prendere non vista un tagliacarte che poi passa all'amica, e sorella Paxton aprono la porta "Fede" e scendono le scale, mentre Reed chiude la porta dietro di loro. 
Le due giovani arrivano in uno scantinato e attraversano vari ambienti, fino ad arrivare in una stanza dove una donna decrepita, definita profetessa, muore dopo aver mangiato una torta di mirtilli avvelenata per poi, a detta di Reed, prepararsi a risorgere. Intanto Kennedy, uno degli anziani della chiesa delle ragazze, arriva alla porta di Reed a cercarle, ma se ne va quando lui, mentre le due urlano senza essere sentite, nega di averle viste; è così che, capito che Kennedy non le potrà sentire, le ragazze, che intanto sono riuscite a prendere dei fiammiferi, tornano giù e provano ad appiccare un incendio in modo che qualcuno all'esterno chiami i soccorsi, ma vengono fermate dalla profetessa che, improvvisamente risorta, inizia a descrivere l'aldilà: terminando il discorso dicendo «Non è vero niente». Sceso anche lui nel seminterrato, Reed propone alle ragazze di vedere Dio mangiando la torta, dal momento che poi risorgeranno, ma Barnes lo affronta nuovamente sostenendo che quello non era un miracolo bensì un trucco, giacché la testimonianza della donna è solo un'allucinazione provocata dall'esperienza di pre-morte (lei stessa, che è stata clinicamente morta dopo un avvelenamento in un Taco Bell, ha visto quelle cose), ma improvvisamente Reed la accoltella alla gola con un taglierino. 
Quando però Barnes non risorge e Reed dice a Paxton che è perché la ragazza non era reale ma solo una simulazione (infatti le estrae un microchip sottocutaneo), la giovane, riconoscendolo come un mero impianto contraccettivo, rivela a Reed di aver capito che una sua complice ha preso il posto del cadavere della vecchia mentre loro chiedevano aiuto in cima alle scale e che ora lui sta improvvisando perché non si aspettava un errore commesso dalla sua complice, cioè la frase «Non è vero niente», che lei non avrebbe dovuto dire; è così che Paxton, esaminando la stanza, trovata una botola che porta a un livello ancora inferiore della casa. 
Paxton, sperando di salvarsi, scende nella botola, trova una serie di porte che conducono a stanza piene di oggetti satanici e infine una porta chiusa con il lucchetto per bici di Barnes, la cui chiave era stata spostata dal cappotto dell'una a quello dell'altra quando Reed aveva preso i cappotti delle ragazze una volta entrate in casa e successivamente era uscito per nascondere le loro bici; usando quella chiave, Paxton apre l'ultima porta ed entra in un ambiente in cui trova varie donne denutrite e vestite come la profetessa, chiuse ognuna in una gabbia. Raggiunta da Reed, Paxton rivela di aver capito che si trova lì in quella stanza non per sua scelta, ma perché è esattamente dove lui voleva che fosse, giacché l'unica vera religione per lui è il controllo. Mentre Reed le spiega che, in effetti, ogni religione si basa sul desiderio di controllare le persone (ad es. cosa non fare, cosa non mangiare, cosa indossare) e che lei ha sempre lasciato la sua vita in mano agli altri, la ragazza lo trafigge alla gola con il tagliacarte e fugge al piano di sopra fino allo studio dove prende la porta con scritto "Miscredenza/Disbelief" per poi tornare nello stesso seminterrato, dove Reed l'aspetta per poi pugnalarla. L'uomo si prepara a finirla mentre lei inizia a pregare (considerando la preghiera come un atto di gentilezza, non come un mezzo per ottenere qualcosa), ma Barnes, ancora viva, lo uccide con un'asse di legno chiodato prima di cadere a terra e morire a sua volta. 
Seppur ferita, Paxton riesce a uscire dalla casa da una finestra e, mentre cerca di chiamare i soccorsi, una farfalla si posa sulla sua mano per poi volare via. La ragazza aveva precedentemente espresso il desiderio di reincarnarsi in una farfalla per appoggiarsi sulle mani delle persone amate. Il probabile significato può essere legato anche a quello che Reed aveva raccontato a Paxton del "sogno della farfalla di Zhuāngzǐ" - cioè una riflessione del filosofo cinese che si chiede se è l'uomo che sogna di essere una farfalla o la farfalla che sogna una vita da uomo.

## Produzione
Nel giugno 2023 è stato annunciato che Scott Beck e Bryan Woods avevano scritto e avrebbero diretto un film horror; il progetto sarebbe stato prodotto da A24 e avrebbe annoverato nel cast Hugh Grant e Chloe East.
Le riprese principali si sono svolte a Vancouver tra il 3 ottobre e il 16 novembre 2023.

## Promozione
Il primo trailer è stato diffuso il 25 giugno 2024.

## Distribuzione
Il film è stato presentato in anteprima mondiale al Toronto International Film Festival il 7 settembre 2024, e la distribuzione nelle sale nordamericane è avvenuta il 15 novembre seguente. In Italia il film è stato distribuito da Eagle Pictures il 27 febbraio 2025.

## Accoglienza

### Incassi
Il film ha incassato 27986380 $ in Nord America e 31791590 $ nel resto del mondo, per un totale di 59777970 $. In Italia ha incassato 1285245 €.

### Critica
Su Rotten Tomatoes 290 critici esprimono un gradimento del 91%, su Metacritic il voto medio di 49 critici è 71/100.

## Riconoscimenti
- 2025 – Golden Globe[11]
  - Candidatura per il miglior attore protagonista a Hugh Grant
- 2025 – Premi BAFTA
  - Candidatura per il miglior attore protagonista a Hugh Grant